# Gripes Modellteatermuseum

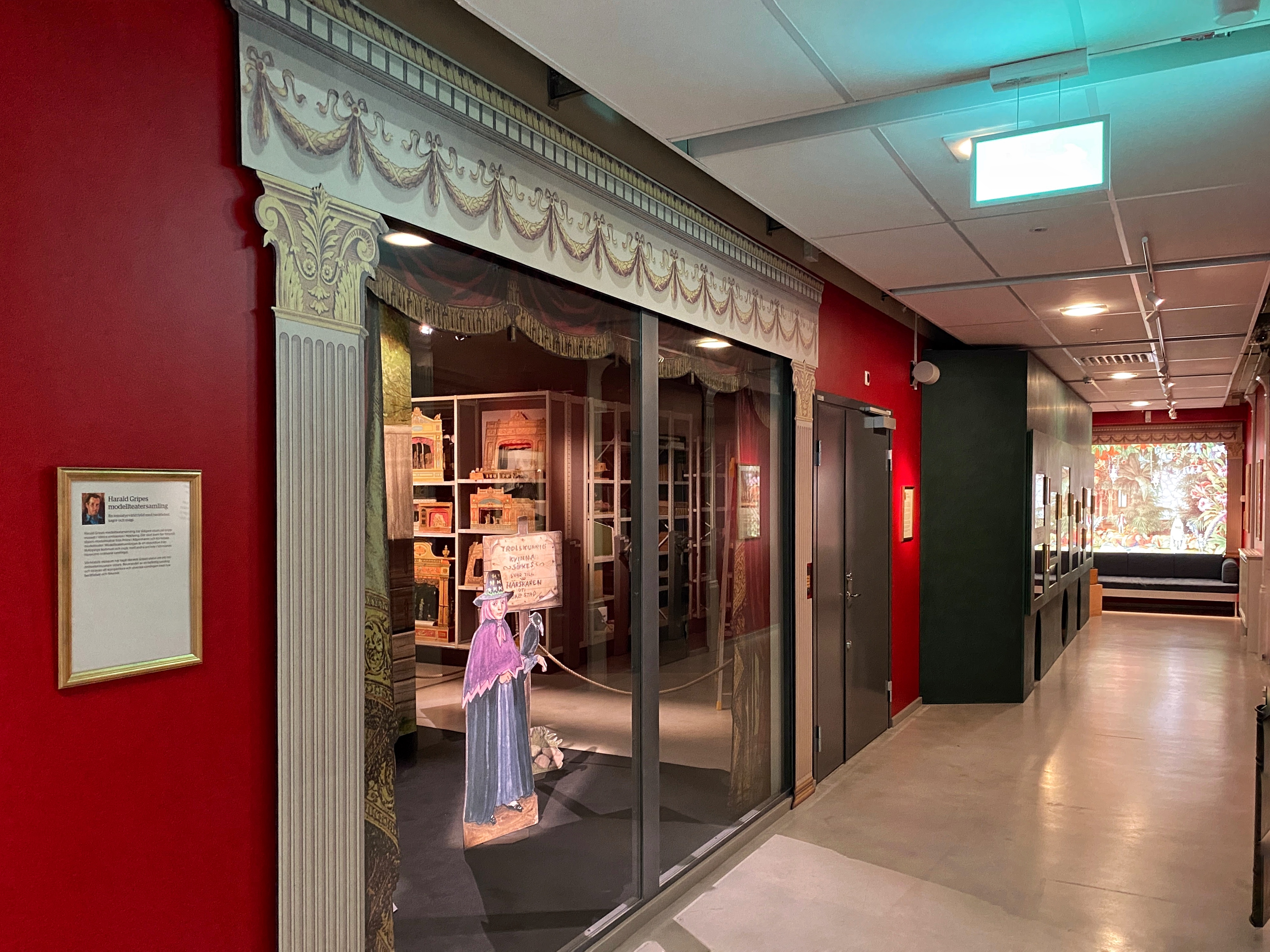
Samlingarna i Sörmlands museum.

Gripes Modellteatermuseum i Nyköping är en modellteatersamling som i huvudsak består av konstnären Harald Gripes samling som han skänkte till Nyköpings kommun 1992. 
Museet invigdes 1997 och var Sveriges enda och ett av fyra renodlade modellteatermuseer i Europa.
Museet på Prästgatan stängde i december 2017 och samlingarna flyttades till Sörmlands museum som den 3 oktober 2020 nyinvigde Gripes Modellteatermuseum som en permanent magasinsutställning i Sörmlands museum.